# آلیاژ آلومینیم ۲۰۲۴
آلیاژهای آلومینیوم از مقاومت به خوردگی خوبی برخوردار هستند.
این آلیاژها در محدوده بین ۲۰۰ و ۲۵۰ درجه سانتی گراد ( ۳۹۲ و ۴۸۲ درجه فارنهایت )
نسبت به درجه حرارت بالا حساس، وقتی در معرض دمای زیر صفر قرار می‌گیرند استحکام شان افزایش و در دماهای بالا استحکام شان را از دست می دهند.

آلیاژ ۲۰۲۴ یکی دیگر از سری آلیاژهای آلومینیم است که مس به عنوان عنصر اصلی آلیاژی آن می‌باشد .
از این آلیاژ در جاهایی که نسبت استحکام به وزن بالا و مقاومت خستگی خوب مورد نیاز باشد استفاده می‌شود.

## درصد عناصر تشکیل دهنده آلومینیم ۲۰۲۴
جدول درصد عناصر تشکیل دهنده آلیاژ ۲۰۲۴ 

| عناصر    | درصد      |
| آلومینیم | ۹۳/۵      |
| کروم     | ۰/۱       |
| مس       | 4/9 – 3/8 |
| آهن      | ۰/۵       |
| منیزیم   | ۱/۸ – ۱/۲ |
| منگنز    | ۰/۹ – ۰/۳ |
| سیلیکون  | ۰/۰۵      |
| روی      | ۰/۲۵      |

## خواص فیزیکی آلومینیم ۲۰۲۴
چگالی   g/cm3          ۲/۷۳  (گرم بر سانتی متر مکعب )  ،  ۰/۱۰۰۷    lb/in3 (پوند بر اینچ مکعب)
نقطه ذوب   ۵۱۰ (درجه سانتی گراد) ، ۹۵۰ ( درجه فارنهایت )

## خواص مکانیکی آلومینیم ۲۰۲۴
خواص مکانیکی این آلیاژ تا حد زیادی به تمپر (باز پخت) شدن ماده وابسته است.
مدول الاستیک ۸۰–۷۰ گیگا پاسکال
نسبت پواسون ۰/۳۳

## خواص حرارتی آلومینیم ۲۰۲۴
انبساط حرارتی    ۶-۱۰*۲۲/۸ سانتی گراد                   
هدایت حرارتی    ۱۹۰ ( W/mK )  

## نام های دیگر آلومینیم ۲۰۲۴
AMS 4037           AMS 4120           AMS 4192           AMS 7223
ASTM B209        ASTM B210        ASTM B211        ASTM B221
ASTM B241        ASTM B316        ASTM F467        ASTM F468
DIN 3.1355          MIL B-6812         MIL T-15089       MIL T-50777
QQ A-200/3        QQ A-225/6        QQ A-250/4        QQ A-430
QQ WW-T-700/3          SAE J454

## ساخت و عملیات حرارتی آلومینیم ۲۰۲۴

### آنیل
آنیل آلومینیم ۲۰۲۴ با عملیات حرارتی بین ۳۹۹ و ۴۲۷ درجه سانتی گراد به مدت ۲ ساعت و سپس در کوره به آرامی سرد می‌شود. آنیل آلومینیم ۲۰۲۴ با کار سرد در ۳۴۳ درجه سانتی گراد به مدت ۲ ساعت و سپس در هوا سرد می‌شود.

### کار سرد
روش‌های متداولی برای کار سرد آلومینیم ۲۰۲۴ استفاده می‌شود. این روش برای ورقی که ضخامت آن ۵/۳ سانتی متر یا باریک‌ترین شعاع خم آن ۱ تا ۲/۱ برابر ضخامت باشد مناسب می‌باشد . انعطاف‌پذیری در آنیل برای این آلیاژ مناسب است. در شرایط T۳ یا T۴ شعاع خم ۵ تا ۶ برابر مناسب می‌باشد .

### جوشکاری
روش جوشکاری مقاومتی یا جوشکاری قوسی با گاز محافظ برای آلومینیم ۲۰۲۴ استفاده می‌شود. بطور کلی روشهای دیگر جوشکاری برای آلومینیم ۲۰۲۴ توصیه نمی شود بدلیل اینکه باعث کاهش مقاومت به خوردگی آلیاژ می‌شود. اگر این آلیاژ جوشکاری شود پس از آن عملیات حرارتی باید تکرار شود.

### فورج
آلومینیم ۲۰۲۴ می‌تواند فورج شود اما بعد از فورج برای اینکه مقاومت به خوردگی خود را بدست آورد باید عملیات حرارتی شود.

### شکل دهی
روش‌های متداولی برای شکل‌دهی ۲۰۲۴ استفاده می‌شود. اما شکل‌دهی گرم برای این آلیاژ توصیه نمی شود.

### ماشین‌کاری
اگر بر روی این آلیاژ عملیات حرارتی و آنیل انجام شده باشد از قابلیت ماشین‌کاری خوبی برخوردار می‌باشد . در ماشین‌کاری آن از روغن برای روانکاری باید استفاده کرد.

### کار گرم
عملیات شکل‌دهی گرم بطور کامل برای آلومینیم ۲۰۲۴ توصیه نمی شود بدلیل اثرات مضر ناشی از حرارت بر مقاومت به خوردگی

### سخت کاری
این آلیاژ را می‌توان با محلول آنیل و روش پیر سختی در دمای اتاق یا توسط کار سرد سخت کاری نمود.

### پیر سختی
آلومینیم ۲۰۲۴ در طول فرآیند عملیات حرارتی پیر سخت و مستحکم می‌شود. شرایط T۶ هنگامی بدست می آید که آلیاژ در دمای ۴۹۳ درجه سانتی گراد به مدت ۱۰ ساعت در آب کوئنچ و دوباره در دمای ۱۹۰ درجه سانتی گراد گرم و در نهایت در هوا سرد شود. شرایط T۴ هم هنگامی بدست می آید که آلیاژ در دمای ۴۹۳ درجه سانتی گراد در آب سرد کوئنچ و در نهایت در دمای اتاق سخت شود.

## کاربردها

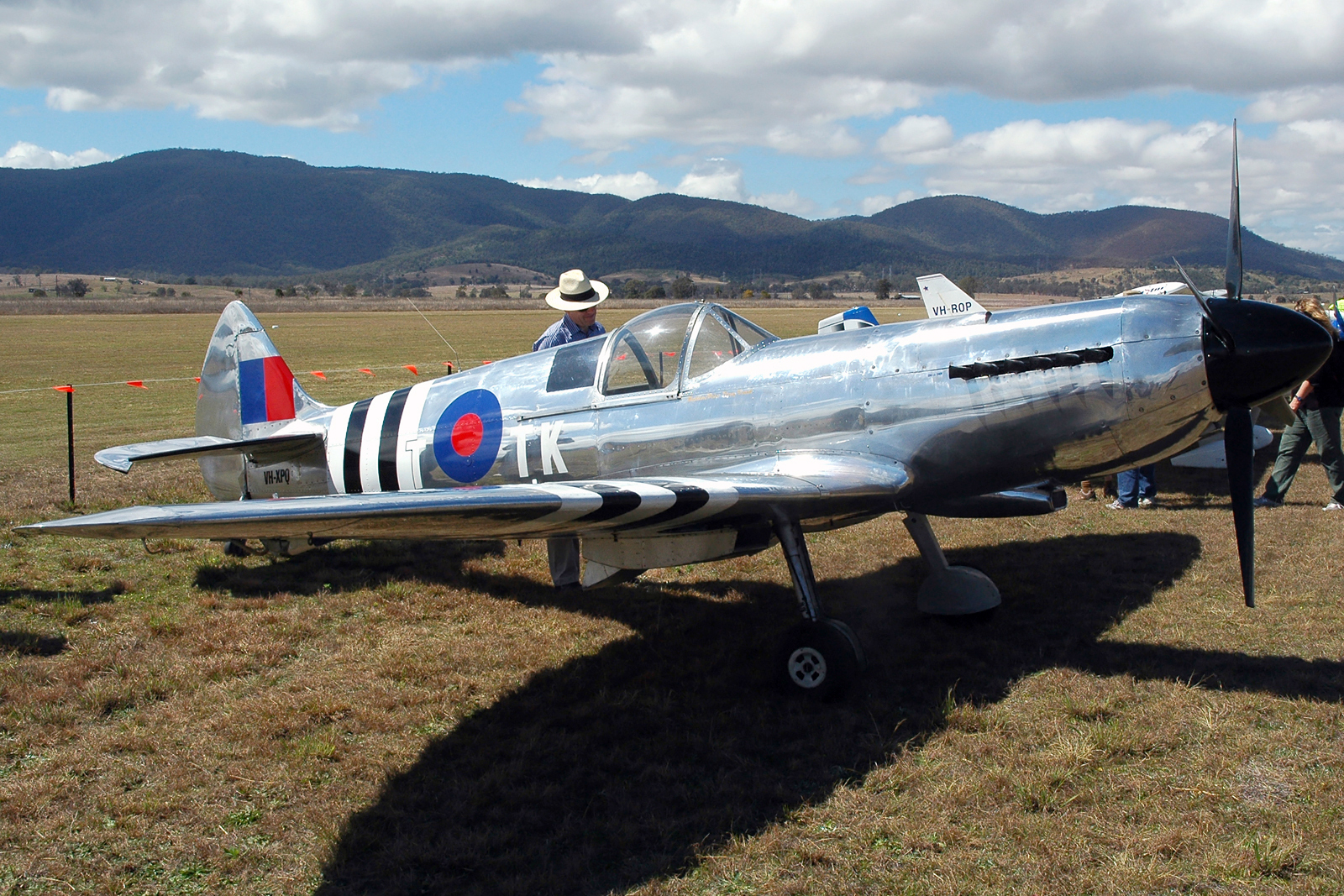
VH-XPQ Supermarine Aircraft Spitfire Mk.XXVI (9234254878)

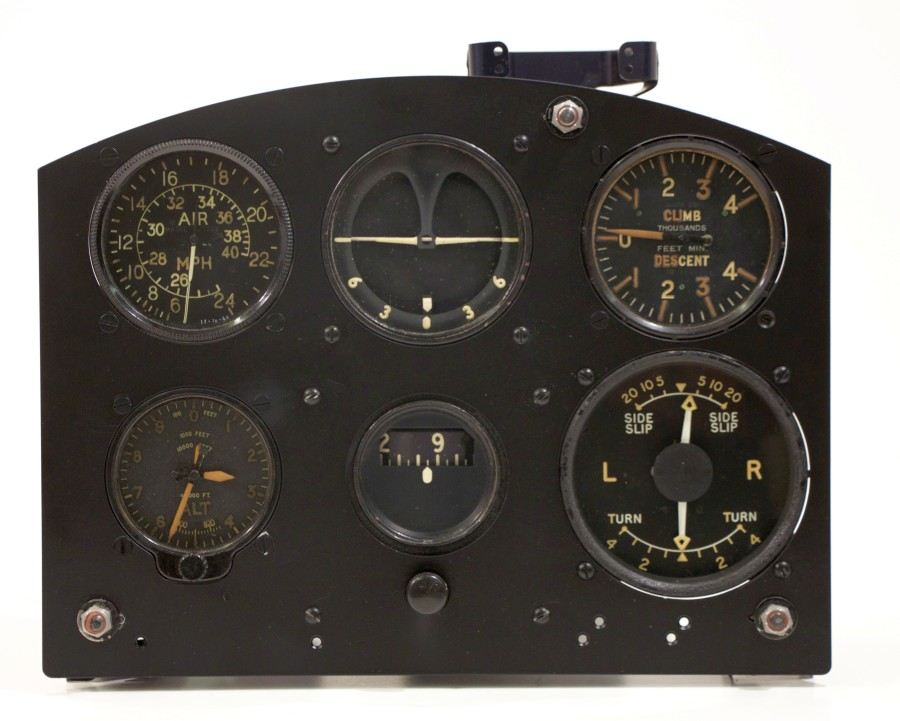
Blind Flying Panel (BFP) from Instrument Panel of Lancaster Bomber

به خاطر استحکام بالا و مقاومت خستگی خوب به‌طور گسترده در سازه هواپیما به ویژه در بال و بدنه هواپیما که تحت کشش می‌باشند مورد استفاده قرار می‌گیرد. در ساخت پرچ ها، چرخ‌های کامیون، محصولات و ماشین آلات حمل و نقل ، دامپزشکی، ارتوپدی و تجهیزات و ابزارهای علمی.